# البارتو دلا تور
البارتو دلا تور (به ایتالیایی: Albaretto della Torre) یک سکونتگاه مسکونی در ایتالیا است که در استان کونیو واقع شده‌است.

## خصوصیات
البارتو دلا تور ۴٫۳ کیلومترمربع مساحت و ۲۴۹ نفر جمعیت دارد و ۶۷۲ متر بالاتر از سطح دریا واقع شده‌است.